# Xã White River, Quận Izard, Arkansas
Xã White River (tiếng Anh: White River Township) là một xã thuộc quận Izard, tiểu bang Arkansas, Hoa Kỳ. Năm 2010, dân số của xã này là 258 người.